# Murs (Gard)
Murs (en francès Mus) és un municipi francès situat al departament del Gard i a la regió d'Occitània. L'any 2005 tenia 9.661 habitants.